# As I Call You Down
As I Call You Down è il primo album in studio del supergruppo musicale statunitense Fistful of Mercy, pubblicato nel 2012.

## Tracce
1. In Vain or True – 3:58
2. I Don't Want to Waste Your Time – 4:02
3. As I Call You Down – 3:00
4. Father's Son – 4:16
5. Fistful of Mercy – 5:40
6. 30 Bones – 4:10
7. Restore Me – 5:08
8. Things Go 'Round – 3:41
9. With Whom You Belong – 5:33

## Formazione
Gruppo
- Dhani Harrison - voce, chitarre, basso, tastiere
- Ben Harper - voce, chitarre
- Joseph Arthur - voce, chitarre, basso, tastiere

Ospiti
- Jim Keltner - batteria
- Jessy Greene - violino